# Csemely nemzetség
A Csemely, vagy Csemény (Chemel) nemzetség Bodrog és Baranya megyék déli részén élt, de hamar elaprózódott nemzetség volt.

## Története
A Csemely nemzetség birtokai közé tartozott a Bács-Bodrog megyében fekvő Aranyán falu is.
Aranyán vagy Aranyád falu egykor határos volt az egykori Apos nevű bolgár (izmaelita) faluval. Ez a szomszédság, valamint az Aranyánban fekvő Koturmán határrésze arra enged következtetni, hogy a Csemely nemzetség talán óbolgár eredetű lehetett.

## A nemzetség tagjai
A nemzetség tagjai közül ismert:
- Fejér, kinek fiai:

- Uturbur - fia: Tamás (1339-1360), kinek fia az 1339-ben még kiskorúnak írt György volt.
- Lukács - fia: I. Miklós (1339-1348), kinek fia III. Miklós (1360)
- Ivánka, fiai:

- I. Péter (1339) - fiai: Mihály (1339) és László (1360)
- Györe - fiai: II. Miklós (1339) és Pál (1339)
- (?) - fia:

- Ferenc (1360)
- Tügyös II. Péter (1339-1347) Fiai:

- IV. Miklós
- II. László
- István
- Demeter
- IV. Pál
- II. János (1339)
- Tügyös II. Pál (1339-1347) Fia:

- Kelemen (1339)
- I. János: III. Pál (1339) Fia:

- III. János (1339)